# Forum (literair tijdschrift)
Forum was een Nederlands-Vlaams literair tijdschrift dat van 1932 tot 1935 verscheen bij uitgeverij Nijgh & Van Ditmar te Rotterdam.

## Geschiedenis
Forum werd opgericht door de Nederlandse auteurs Menno ter Braak en E. du Perron en de Vlaamse schrijver Maurice Roelants. Hoewel het maar vier jaargangen heeft bestaan, groeide het blad vrijwel onmiddellijk uit tot het belangrijkste literaire tijdschrift tussen de wereldoorlogen en het behield zijn belang nog tot lang daarna. Dit kwam ten dele doordat het een brug probeerde te slaan tussen Nederlandse en Vlaamse literatuur, maar vooral door de verfrissende ideeën en het élan van Ter Braak en Du Perron. Met hun personalistisch standpunt keerden zij zich tegen het heersende ingeslapen estheticisme, tegen het 'verliteratureluren' van met name de poëzie van die tijd. In plaats daarvan wilden zij vooral de 'persoonlijkheid' van de schrijver terugzien, weten waarvoor deze stond en wat hem of haar dreef.
Om deze reden stond Forum open voor andere dan de traditionele genres poëzie en proza. Het blad propageerde essay en polemiek (dat wil zeggen het met argumenten bestrijden van tegenstanders) en ging maatschappelijke debatten niet uit de weg. Het lichtend voorbeeld van een schrijver die persoonlijkheid en literair vernuft wist te combineren was voor hen Multatuli.
Het prestige van Forum werd versterkt toen Ter Braak in 1933 literair redacteur werd van het landelijk dagblad Het Vaderland, en vele in Forum debuterende auteurs zoals Simon Vestdijk begonnen door te breken. Ook oudere schrijvers werden gestimuleerd nieuw werk te schrijven: het bekendste voorbeeld is Willem Elsschot die na dringend verzoek in Forum de roman 'Kaas' publiceerde. In 1938 volgde (maar niet meer in Forum) een vervolg op Lijmen, genaamd Het been. 
Na twee jaar ontstond er een scheuring; het bleek onmogelijk Nederland en Vlaanderen onder één noemer te verenigen. Reden hiervoor was dat de Vlamingen nogal katholiek ingesteld waren terwijl de Nederlanders veel vrijzinniger waren. Er werden nu twee redacties gevormd die ieder een helft van het blad voor hun rekening namen. De Nederlandse redactie kon niet langer rekenen op E. du Perron daar hij bij de opsplitsing van het tijdschrift de redactie verliet. Naast Ter Braak zetelden ook Victor E. van Vriesland en Simon Vestdijk in de Nederlandse redactie. De Vlaamse redactie werd gevormd door Maurice Roelants, Gerard Walschap, Marnix Gijsen en Raymond Herreman.
Na de vierde jaargang (1935) werd het blad opgeheven.